# Charles-Adolphe de Suède
Charles-Adolphe de Suède (en suédois, Karl Adolf, prins av Sverige), né le 3 juillet 1798 à Stockholm (Suède-Finlande) et mort le 10 juillet de la même année, est un prince de Suède-Finlande, duc de Värmland.

## Un prince de Suède
C’est le seul fils du prince Charles (1748-1818), duc de Södermanland, futur Charles XIII, roi de Suède de 1809 à sa mort et roi de Norvège de 1814 à sa mort, et de la princesse Hedwige-Élisabeth-Charlotte de Schleswig-Holstein-Gottorp (1759-1818).
Son grand-père paternel est Adolphe-Frédéric (1710-1771), roi de Suède de 1751 à sa mort, premier roi de la dynastie suédoise de Holstein-Gottorp qui régne sur la Suède de 1751 à 1818 en lui fournissant quatre rois.
Le prince Charles-Adolphe vit sous le règne de son cousin germain Gustave IV Adolphe (1778-1837), roi de Suède de 1792 à 1809.

## Lieu d'inhumation
Le prince Charles-Adolphe est inhumé dans la crypte située sous la chapelle Gustave-Adolphe de l'église de Riddarholmen de Stockholm.

## Titres et honneurs

### Titulature
- 3 juillet 1798 — 10 juillet 1798 : Son Altesse Royale le prince Charles-Adolphe de Suède, duc de Värmland.

### Armes
Bien que n'ayant vécu que 7 jours, le prince Charles-Adolphe est fait chevalier de l'ordre des Séraphins et ses armoiries sont exposées dans l'église de Riddarholmen :
| Blason | Blasonnement : Parti d’azur à trois couronnes d’or (de Suède moderne) et d’or à une aigle de gueules (armoiries modifiées de la province de Värmland). |

## Sources
- (sv) Cet article est partiellement ou en totalité issu de l’article de Wikipédia en suédois intitulé « Karl Adolf » (voir la liste des auteurs).